# Jana Van Lent
Jana Van Lent (* 22. April 2001) ist eine belgische Leichtathletin, die sich auf den Langstreckenlauf spezialisiert hat.

## Sportliche Laufbahn
Erste internationale Erfahrungen sammelte Jana Van Lent bei den Crosslauf-Europameisterschaften 2022 in Turin, bei denen sie nach 22:19 min auf dem 41. Platz im U23-Rennen landete. Im Jahr darauf gelangte sie bei den U23-Europameisterschaften in Espoo mit 35:28,42 min auf den zwölften Platz im 10.000-Meter-Lauf und im Dezember belegte sie bei den Crosslauf-Europameisterschaften in Brüssel in 27:21 min den siebten Platz. 2024 wurde sie bei den Europameisterschaften in Rom in 32:25,23 min Elfte über 10.000 Meter und im Dezember gelangte sie bei den Crosslauf-Europameisterschaften in Antalya nach 26:04 min auf den fünften Platz im Einzelbewerb. Zudem sicherte sie sich in der Teamwertung die Bronzemedaille hinter den Teams aus Italien und dem Vereinigten Königreich. Bei den erstmals ausgetragenen Straßenlauf-Europameisterschaften 2025 in Löwen belegte sie in 31:32 min den fünften Platz im 10-km-Straßenlauf. 
2023 wurde Van Lent belgische Meisterin im 10.000-Meter-Lauf sowie 2024 im Crosslauf.

## Persönliche Bestleistungen
Freiluft
- 5000 Meter: 14:58,68 min, 3. Juli 2025 in Karlstad (belgischer Rekord)
- 10.000 Meter: 31:14,21 min, 9. Juni 2025 in Duffel
- 5-km-Straßenlauf: 15:24 min, 31. Dezember 2024 in Barcelona
- 10-km-Straßenlauf: 31:17 min, 23. Februar 2025 in Cannes (belgischer Rekord)

Halle
- 3000 m: 9:01,34 min, 29. Januar 2025 in Belgrad